# История на Тюрингия
Тюрингия (на немски: Thüringen, Thuringia) e историческа област в централната част на съвременна Германия. Получила своето название от германския народ тюринги (Thüringer, Doringi), основали на тези земи държава, простираща се през втората половина на 5 век до Долна Елба.

## Ранна история и древност
Около 100 пр.н.е. хермундурите се преселват от територията на Долна Елба в Тюрингия и прогонват келтите или се смесват с тях.
През 3 г. маркоманският княз Марбод присъединява хермундурите, туроните, квадите, лангобардите и семноните към своето царство. През 19 година Вибилий, княз на хермундурите, изгонва маркоманеца Катуалда, наследника на Марбод, и завзема така северната бохемска част на Маркоманското царство. Според Тацит (98 г.) река Елба извирала в територията на хермундурите.
Римляните никога не са господствали над тюрингите, но са поддържали с тях търговски отношения и са предприемали до тях някои експедиции.
През 3 век в Тюрингия навлизат от Север англи и варни (или варини) и образуват заедно с хермундурите и туроните племенната група тюринги. През 4 век името Thoringi за пръв път е споменато писмено от Флавий Вегеций Ренат. Сидоний Аполинарий, един галски автор пише, че през 480 г. Thoringi са придружавали хунския крал Атила в неговия военен поход до Галия.

## Средновековие

### Кралство Тюрингия
Кралство Тюрингия е кралство на тюрингите до началото на 6 век. Намирало се в централна Германия. Кралството било обкръжено от опасни врагове: сакси, франки и алемани. Съществува до разгромяването му от франките и саксите през 531 г.
След оттеглянето на хуните през 452 г. тюрингите с крал Бизин поемат владението над обширна територия. Царството се простирало вероятно на юг през Майн и вероятно почти до Дунав. Бизин управлявал от Бизинесбург (Бьозенбург, днес част от град Гербщедт). Вероятно е идентичен с Физуд, който омъжва дъщеря си Радегунда (Ранигунда) с лангобардския крал Вахо.
След смъртта на Бизин владетели са неговите синове Балдерих, Херминафрид и Бертахар. Бертахар е убит рано от Херминафрид. Херминафрид (Herminafried, Ermanfried, Hermenefred) става крал и се жени за готката Амалаберга, племенница на остготския крал Теодорих Велики. Със смъртта на Теодорих Велики през 526 г. тюрингското кралство загубва закрилата на готите и франките го нападат.
През 531 г. е краят на кралството. В битката на Унструт тюрингите са победени от меровингските франки с кралете братя Хлотар I и Теодорих I. След убийството на Херминафрид през 534 г. в Цюлпих, съпругата му Амалаберга бяга от франките с децата си Амалафрид и Роделинда при брат си, остготския крал Теодахад в Остготското царство в Равена, Италия. Последният член на тюрингската кралска фамилия, Радегунда умира през 587 г. във франкско изгнание и по-късно е издигната на Светия.
Кралството е разгромено и разделено между победителите. Територията, северно от планината Харц, отива към саксонците, югът при франките. Земите, източно от Зале, се населяват от славяните, които трябва да плащат годишно трибути, т.нар. свински лихви – трябва да изпращат на франкския кралски двор годишно 500 свине.

### Херцогство Тюрингия
През началото на 630-те години (преди 634) или 632 г. меровингският крал Дагоберт I образува на територията Херцогство Тюрингия (632 – 908) и поставя за херцог Радулф като подсигуряване на границата против нападенията на славянските племена, които са се присъединили 623/624 г. към Само.
Херцогството съществува до късния 7 век.

### Тюрингска марка
При Каролингите Пипин III (741 – 768) премахва херцозите в Тюрингия и образува отделни гау, където назначава графове.
Карл Велики отрязъл Тюрингия от славяните (ок. 804) и основава на Зале Тюрингска марка, чиито управители при Лудвиг Немски (843 – 976) имат титлата маркхерцози (duces Sorabici limitis).
През юли 1002 г. император Хайнрих II посещава Кирхберг и Вилхелм II от Ваймар успява да го накара да премахне след 500 години „свинските лихви“.

### Ландграфство Тюрингия
Ландграфството Тюрингия е образувано 1111/1112 г. от император Хайнрих V. Първият ландграф е баварският генерал Херман I от Винценбург-Раделберг († 1122) от Винценбургите. Неговият син и наследник Херман II от Винценбург († 1152) е свален обаче през 1130 г.
По времето на Лудовингите през 12 и 13 век Вартбург става център на немската култура.
Лудвиг Скачащия († 1123), построява 1067 г. Вартбург.
Управляващите ландграфове са от родовете Лудовинги, Дом Насау и Ветини.
След тюрингско-хеската наследствена война (1247 – 1264) родът Ветини от Маркграфство Майсен печели ландграфството Тюрингия.